# Lotec
Lotec är ett företag i Tyskland som bygger futuristiska och snabba sportbilar. Lotec-fabriken ligger nära München i sydöstra Tyskland.
Lotec grundades av Kurt Lotterschmid. En engagerad racerförare som ville förverkliga en dröm: att bygga de snabbaste sportbilarna i världen. Men eftersom Lotec är ett företag som haft ekonomiska problem på senare tid har de inte kunnat göra reklam för sina bilar.
Lotecs mest kända bil är Lotec Sirius.